# Chizhou
Chizhou is een stadsprefectuur in het zuiden van de oostelijke provincie Anhui, Volksrepubliek China.Het grenst in het noordwesten aan Anqing, in het noordoosten aan Tongling en Wuhu, in het oosten aan Xuancheng, in het zuidoosten aan Huangshan en de provincie Jiangxi in het zuidwesten.